# Марторанские фрукты
Марторанские фрукты (итал. Frutta di Martorana, сиц. Frutta marturana) — традиционное сицилийское кондитерское изделие. Представляет собой марципановое пирожное, имитирующее по форме и цвету фрукты и овощи. Название происходит от бенедиктинского женского монастыря Марторана в Палермо, где эти изделия были впервые произведены. По легенде монахини украсили пирожными фруктовые деревья в своём саду, чтобы удивить своего гостя — архиепископа. Марторанские фрукты обычно готовят ко Дню всех усопших верных.